# Lovette
Lovette, née le 27 janvier 1973 à South Bend (Indiana, États-Unis), est une actrice pornographique américaine.

## Biographie
Elle débute en tant que danseuse. Elle part ensuite pour Los Angeles en 1995 où Dick Nasty l'introduit rapidement dans le X. Elle tourne son premier film, Doin’ The Butt, la même année. Elle se produit dans un premier temps dans des productions amateurs puis elle évolue vers des films de plus gros calibre dont Sex Freaks ou Sodomania 16. Elle est apparue dans plus de 200 films. Son physique a beaucoup évolué tout au long de sa carrière à la suite de nombreuses opérations de chirurgie esthétique. Détail incongru, elle a un piercing au clitoris.